# Интервенция (пьеса)
«Интерве́нция» — пьеса в четырёх действиях, двенадцати картинах драматурга Льва Славина, написанная в 1932 году; является одним из классических произведений советской драматургии.

## История создания
Свою первую и самую известную пьесу Лев Славин, родившийся и выросший в Одессе, закончил в 1932 году, когда в его активе было лишь несколько рассказов и роман «Наследник», не принёсший автору широкой известности. Осенью того же года под названием «Иностранная коллегия» пьеса была опубликована в журнале «Локаф». В основу сюжета легли реальные события: оккупация Одессы войсками Антанты в 1919 году и подпольная борьба одесского областного комитета КП(б)У; для антивоенной пропаганды среди иностранных солдат при подпольном обкоме была создана специальная группа — Иностранная коллегия. Возглавлявший Одесский обком Иван Смирнов, он же Николай Ласточкин, послужил прототипом главного героя пьесы — большевика Бродского, член подпольной организации Софья Соколовская превратилась в Орловскую, а француженка Жанна Лябурб — в Жанну Барбье.
Позже пьесе было дано более понятное название — «Интервенция»; в 1933 году под этим названием она была опубликована в Москве и впервые поставлена на сцене — в Театре им. Вахтангова. Пьеса, в которой героика и трагизм органично сплетались с сатирой, благодаря яркости характеров и жанровых сцен сразу завоевала популярность и принесла славу драматургу.
На протяжении многих десятилетий «Интервенция» шла на сцене, в 1967 году режиссёру Геннадию Полоке было поручено экранизировать пьесу; однако эксцентричная «Интервенция» Полоки не понравилась не только партийным чиновникам, но и, по некоторым свидетельствам, самому драматургу.

## Действующие лица
- Бродский, Жанна Барбье, Орловская, Степиков — большевики-подпольщики
- Бондаренко — торговый моряк
- Санька — восемнадцатилетняя
- Мадам Ксидиас — негоциантка
- Женя Ксидиас — её сын, юноша
- Генерал — командующий силами Антанты на юге России
- Полковник Фредамбе — начальник штаба союзного командования
- Капитан Филлиатр. Лейтенант Бенуа. Капрал Барбару
- Селестен, Марсиаль, Гастон, Жув — зуавы
- Али — сенегальский стрелок
- Maцко — рабочий помоложе
- Левит — рабочий постарше
- Филипп (Филька-анархист) — бандит
- Мария Токарчук — убийца
- Имерцаки — человек с асимметричным лицом
- Петя — парень с верфи
- Аптекарь
- 1-й господин петербургской наружности
- 2-й господин петербургской наружности
- Конферансье.
- Начальник патруля
- Стражник
- Партизаны, рабочие, солдаты, матросы, офицеры, белошвейки, артисты, дамы, господа, палачи.

## Сюжет
Действите происходит в Одессе, весной 1919 года. На знаменитой лестнице в одесском порту нарядная публика с цветами встречает французский экспедиционный корпус. В толпе встречающих — банкирша Ксидиас со своим 19-летним сыном Женей и его репетитором Мишелем Вороновым; не догадываясь о том, что Воронов в действительности — руководитель большевистского подполья Бродский, мадам Ксидиас жалуется ему, что сын «снюхался с политикой» и вместо того чтобы ходить по притонам, изучает теорию прибавочной стоимости. 
Здесь же король одесских бандитов Филипп, он же Филька-анархист, со своими неизменными спутниками — шулером Имерцаки и «мокрушницей» мадам Токарчук. Зная, что Женя Ксидиас на днях проиграл в железку восемь тысяч рублей, ФИлипп предлагает ему заработать: сообщить, когда в банке матери окажется крупная сумма. Женя  отказывается, но от Филиппа узнаёт, что его репетитор — большевик Бродский; союзники за голову большевика обещают 10 тысяч франков.
Лейтенант Бенуа находит в казарме антивоенные листовки подпольщиков, — солдаты Селестен и Жув отказываются сообщить, каким образом они попали в казарму, но Марсиаля лейтенанту удаётся запугать.
В дом мадам Ксидиас, разыскивая Бродского, приходит комсомолка Санька; приняв Женю за своего, Санька непозволительно откровенничает с ним. Бродскому приходится расстаться с домом банкирши. Мадам Ксидиас подслушивает его разговор с Санькой и просит «отпустить Женю из коммунистов», даже предлагает деньги.
Не сторговавшись с Бродским, мадам Ксидиас является в контрразведку, к полковнику Фредамбе, и сообщает всё, что ей известно о Бродском и Саньке, и получает вознаграждение. Чуть позже приходит Женя Ксидиас: как это ни тяжело для него, он готов сдать друга-коммуниста. Полковник требует сообщников, и после недолгой борьбы с собой Женя сдаёт и Саньку. Но никаких денег за своё предательство не получает: «за этих уже уплачено».
В кабачке «Взятие Дарданелл» Бродский и Санька ведут агитацию среди матросов. Появляется патруль; Бродский помогает скрыться Саньке, но сам уйти не успевает.
Жанна и Али подбирают на улице раненую Саньку и доставляют в аптеку, оставив её на попечение хозяина. В аптеку врывается Женя Ксидиас; он хочет покончить с собой и требует яду, но выбирает яд долго и привередливо. Появляется Филипп со своей компанией; от него Женя узнаёт, что «ограбила» его — получила 20 тысяч за головы большевиков — родная мать, и за приличное вознаграждение соглашается помочь налётчикам ограбить мадам Ксидиас. Но в аптеку возвращается Али; Женя пытается бежать, но пуля Али его настигает.

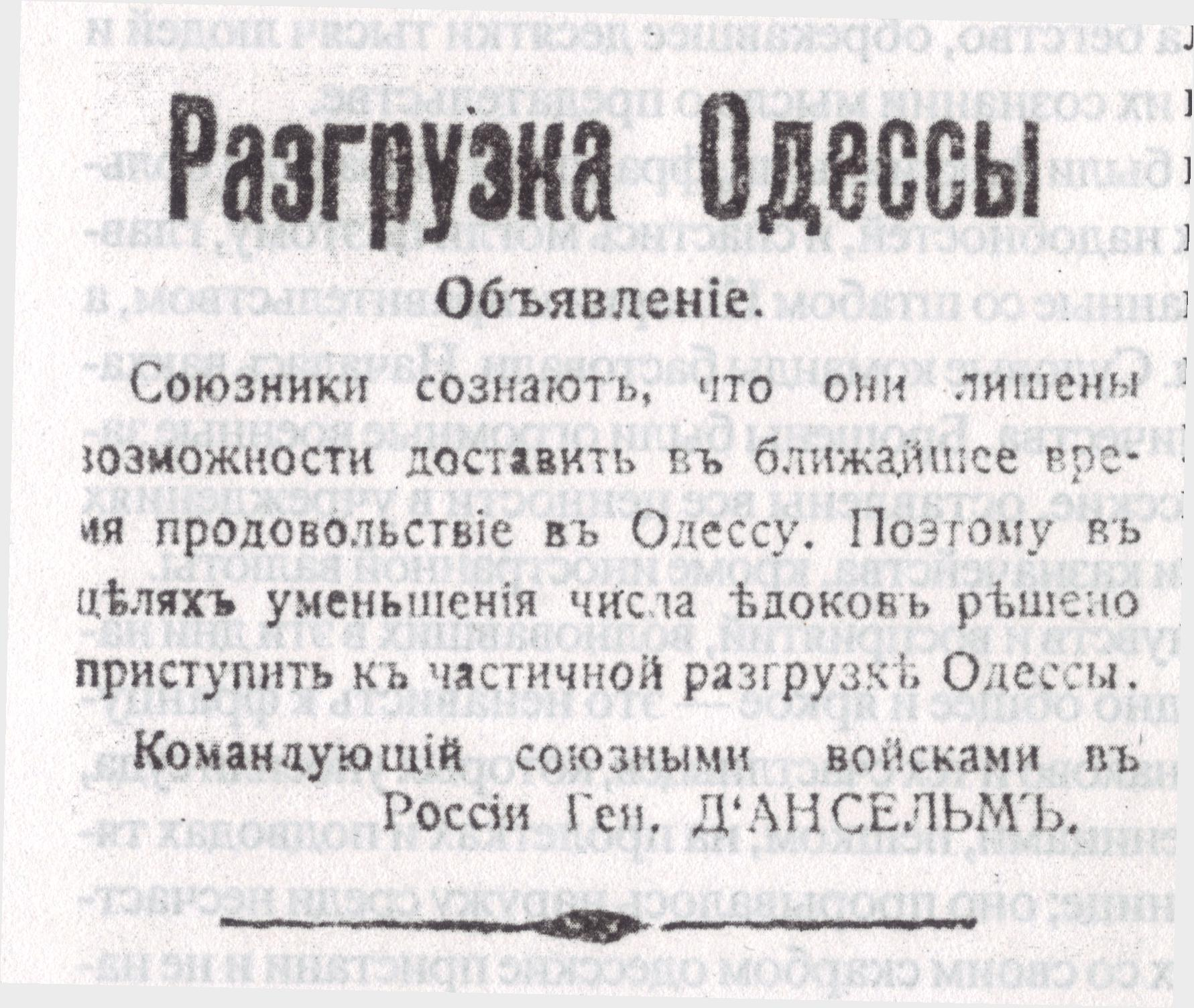
Приказ о «разгрузке» Одессы, положивший конец интервенции.. 3 апреля 1919

В камере в контрразведке Бродский готовит товарищей — Жанну и Степикова — к предстоящим допросам: К Одессе тем временем приближается Красная Армия; на позициях на подступах к городу Селестен и Жув призывают солдат отказаться от борьбы с большевиками. Взбунтовавшиеся солдаты расстреливают лейтенанта Бенуа и возвращаются в город. Полковник Фредамбе встречается с руководителем партизанского отряда Бондаренко; он просит предоставить союзникам 10 дней для эвакуации. Бондаренко предлагает обмен захваченных в плен французов на Бродского, Степикова и Жанну; но все трое уже расстреляны.
Союзники спешно покидают Одессу; в толпе отъезжающих и Филипп со своей свитой, он колеблется: «Власти уходят, власти приходят, бандиты остаются». Но, увидев так и не ограбленную мадам Ксидиас, бросается вслед за ней на пароход. Жув, Селестен и Али остаются в Одессе.

## Сценическая судьба
На протяжении 1933—1937 годов «Интервенция» с успехом шла по всей стране, в том числе и в переводах на языки народов СССР, но затем на два десятилетия была почти забыта. Причиной «забвения» мог стать как характер самой пьесы, слишком яркой и дерзкой для той эпохи, так и то обстоятельство, что выжившие в 1919 году члены Иностранной коллегии были расстреляны в годы Большого террора, в частности Соколовская.
Вторую жизнь пьеса Славина обрела в 1957 году, когда целый ряд театров отметил постановкой «Интервенции» 40-летие Октябрьской революции. К её 50-летию, в 1967 году, «Интервенцию» поставил Валентин Плучек в Московском театре Сатиры; спектакль, сохранившийся только в аудиозаписи, шёл на сцене театра на протяжении многих лет, стал одним из лучших спектаклей театра в 1960—1970-х годах и одной из лучших постановок пьесы Славина, в том числе и благодаря звёздному составу исполнителей.
Большой объём пьесы вынуждал режиссёров сокращать некоторые сцены, а то и вовсе опускать, как например не слишком яркую беседу полковника Фредамбе с арестованными большевиками. И наоборот, картина седьмая — в кабачке «Взятие Дарданелл» — нередко раскрашивалась дополнительными эстрадными номерами. Так, в спектакле Театра им. Вахтангова появились не предусмотренные автором «эстрадники»: Жорж Леон и Кэт Арманд. В процессе репетиций «Интервенции» в Театре Сатиры Андрей Миронов, которому досталась небольшая роль Селестена, желая расширить своё присутствие в спектакле, привёл в театр друга семьи Леонида Утёсова; исполненные им популярные одесские песенки времён Гражданской войны понравились режиссёру; в результате в спектакле вместо артистов, исполняющих номер «Налётчики» («В Валиховском переулке»), появились Иоланта Люсьен с шантанной песенкой «Мадам Люлю», её играла Валентина Токарская, и два персонажа в исполнении Миронова: одесский куплетист («Здравствуйте, здравствуйте, здравствуйте вам!») и шансонье Жюльен Папа с песенкой «Любовь — не картошка».

### Известные постановки

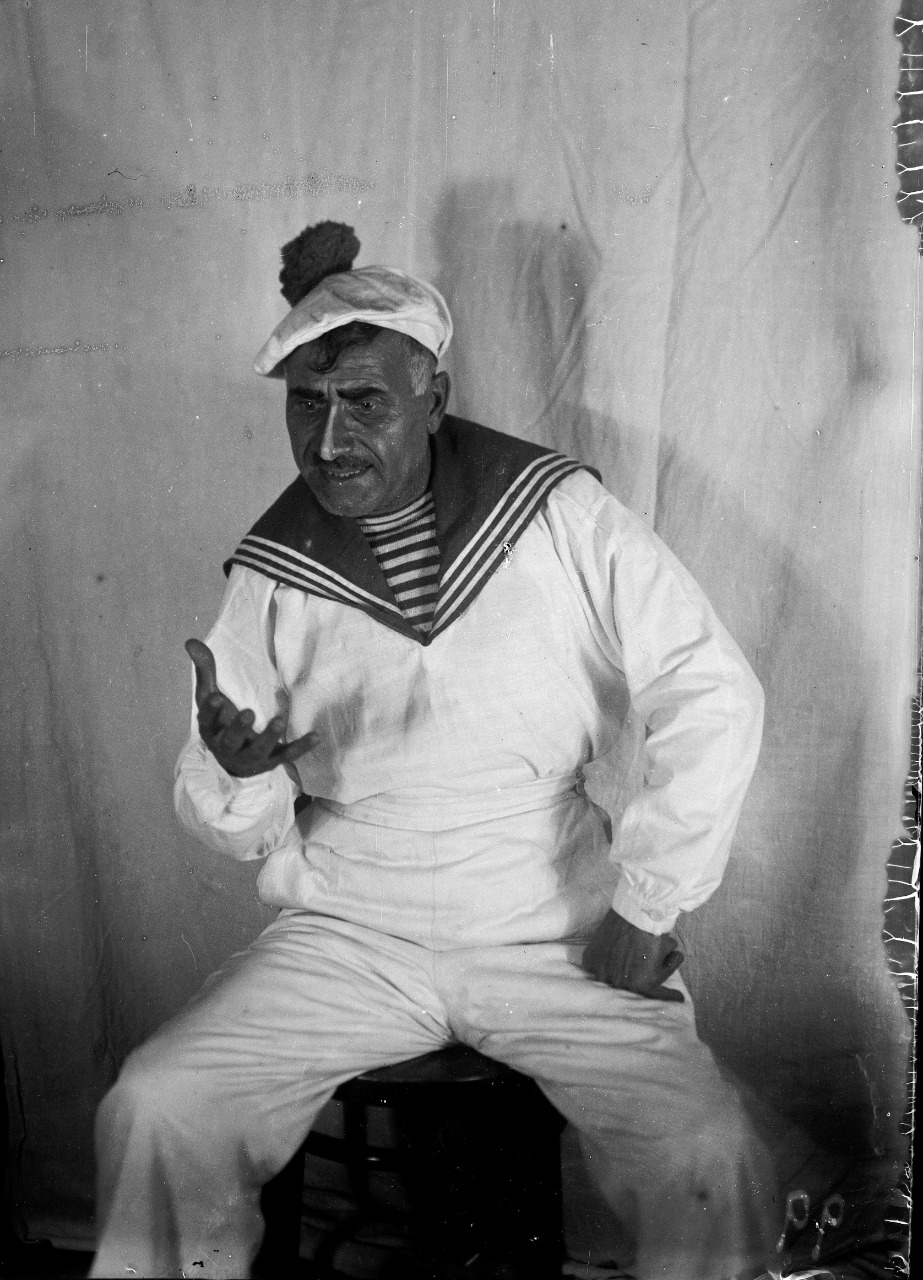
Ахмед Гамарлинский в роли матроса. Азербайджанский государственный драматический театр, 1933 год

- 1933 — Театр имени Евг. Вахтангова. Режиссёр-постановщик — Рубен Симонов, художник Исаак Рабинович, режиссёры Освальд Глазунов, Иосиф Толчанов, композитор Борис Асафьев. Роли исполняли: Бродский — В. Куза, Жанна — Ц. Мансурова, Орловская — А. Орочко, Степиков — Шухмин, Бондаренко — Глазунов, Санька — В. Попова, мадам Ксидиас — М. Синельникова, Женя Ксидиас — Липский, полковник Фредамбе — И. Толчанов, Бенуа — Шихматов, Барбару — Яновский, Селестен — А. Горюнов, Марсиаль — В. Кольцов, Жув — Д. Журавлёв, Али — Державин, Филипп — А. Рапопорт, мадам Токарчук — А. Ремизова, Имерцаки — А. Хмара, Аптекарь— Балихин. Премьера состоялась 6 марта 1933 года. После долгого перерыва спектакль был возобновлён в 1948 году[7].
- 1933 — Азербайджанский драматический театр. Режиссёр-постановщик — главный режиссёр театра Иосиф Варшавский, художник Евгений Мандельберг, композитор Борис Асафьев[8].
- 1934 — Ленинградский Большой драматический театр им Горького. Режиссёр-постановщик — Владимир Люце; режиссёр — Ю. Свирин; художник — Л. Чупятов; композитор — В. М. Дешевов; балетмейстер — А. Бочаров. Роли исполняли: Бродский — В. Полицеймако, Жанна Барбье — А. Я. Ефимова, Бондаренко — А. И. Лариков, Санька — Д. М. Вольперт, мадам Ксидиас — О. Г. Казико, Женя Ксидиас — М. В. Иванов, полковник Фредамбе — А. Ф. Мазаев, Селестен — А. Н. Лаврентьев, Филька-анархист — Л. А. Кровицкий, Имерцаки — С. С. Карнович-Валуа. Премьера состоялась 12 марта 1934 года[9].
- 1967 — Московский театр Сатиры. Режиссёр-постановщик — Валентин Плучек; режиссёр — М. Микаэлян; художники — Н. Н. Сосунов, В. И. Лалевич; композитор Н. В. Богословский. Роли исполняли: Бродский — А. Д. Папанов, Жанна Барбье — В. К. Васильева, Орловская — Н. Н. Архипова, Бондаренко — В. П. Ушаков, Санька — Н. А. Защипина и Н. И. Селезнёва, мадам Ксидиас — Т. И. Пельтцер, Женя Ксидиас — В. Долинский, позже А. А. Левинский, полковник Фредамбе — Г. П. Менглет, Селестен — А. А. Миронов, Марсиаль — А. Ш. Пороховщиков и М. М. Державин, Жув — С. В. Мишулин и Ю. М. Авшаров, Филька-анархист — Р. Д. Ткачук и С. В. Мишулин, Мария Токарчук — З. Н. Зелинская, Имерцаки — Б. В. Рунге, Аптекарь — Б. К. Новиков и З. М. Высоковский, Иоланта Люсьен — В. Токарская, Жюльен Папа — А. Миронов. Премьера состоялась 13 мая 1967 года[6].